# 가이 포크스의 밤

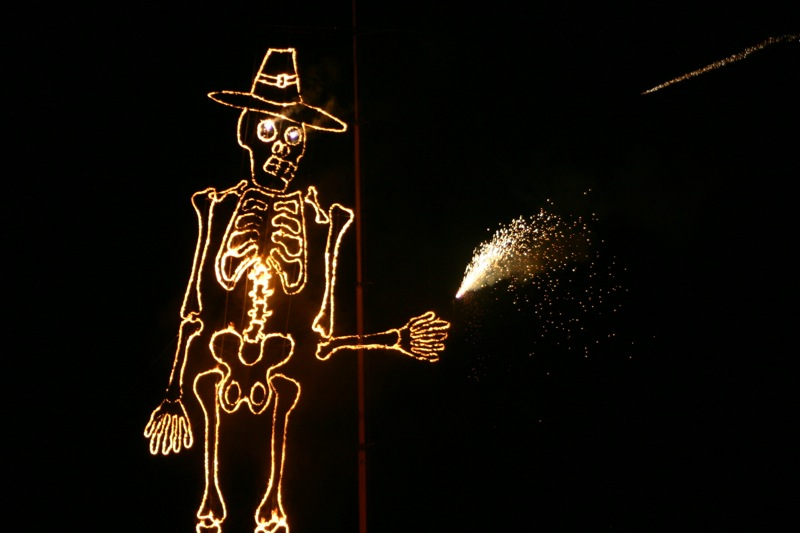
가이 포크스의 날 불꽃놀이.

가이 포크스의 밤(Guy Fawkes Night) 또는 본파이어 나이트(Bonfire Night)는 영국에서 11월 5일 저녁에 행하는 연례 행사다. 축제의 내용은, 가이 포크스 등 로마 가톨릭 교도들이 영국 국회의사당을 폭파시키고 제임스 1세 왕을 비롯해 대신들을 함께 암살하려고 기도했던 1605년 11월 5일의 화약음모사건(Gunpowder Plot)의 실패를 기념하는 것이다. 불꽃을 쏘아 올리며, 가이 포크스의 인형을 불태우기도 한다. 가이 포크스는 음모자 중 한 사람으로 화약이 국회의사당 아래 잘 저장되어있도록 지키는 임무를 맡았다고 전해진다.
매년 11월 5일 영국 사람들은 모닥불을 밝히고 불꽃놀이를 한다.